# TMEM38B
TMEM38B (англ. Transmembrane protein 38B) – білок, який кодується однойменним геном, розташованим у людей на 9-й хромосомі. Довжина поліпептидного ланцюга білка становить 291 амінокислот, а молекулярна маса — 32 510.
| 10         |  | 20         |  | 30         |  | 40         |  | 50         |
| ---------- |  | ---------- |  | ---------- |  | ---------- |  | ---------- |
| MDSPWDELAL |  | AFSRTSMFPF |  | FDIAHYLVSV |  | MAVKRQPGAA |  | ALAWKNPISS |
| WFTAMLHCFG |  | GGILSCLLLA |  | EPPLKFLANH |  | TNILLASSIW |  | YITFFCPHDL |
| VSQGYSYLPV |  | QLLASGMKEV |  | TRTWKIVGGV |  | THANSYYKNG |  | WIVMIAIGWA |
| RGAGGTIITN |  | FERLVKGDWK |  | PEGDEWLKMS |  | YPAKVTLLGS |  | VIFTFQHTQH |
| LAISKHNLMF |  | LYTIFIVATK |  | ITMMTTQTST |  | MTFAPFEDTL |  | SWMLFGWQQP |
| FSSCEKKSEA |  | KSPSNGVGSL |  | ASKPVDVASD |  | NVKKKHTKKN |  | E          |

A: Аланін

C: Цистеїн

D: Аспарагінова кислота

E: Глутамінова кислота

F: Фенілаланін

G: Гліцин

H: Гістидин

I: Ізолейцин

K: Лізин

L: Лейцин

M: Метіонін

N: Аспарагін

P: Пролін

Q: Глутамін

R: Аргінін

S: Серин

T: Треонін

V: Валін

W: Триптофан

Кодований геном білок за функціями належить до іонних каналів, фосфопротеїнів. 
Задіяний у таких біологічних процесах, як транспорт іонів, транспорт, транспорт калію. 
Білок має сайт для зв'язування з калію. 
Локалізований у мембрані, ендоплазматичному ретикулумі.